# Вождение тополя

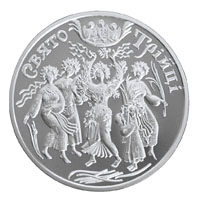
Юбилейная монета Украины «Праздник Троицы» с центральной фигурой «Дівчина-тополю»

Вождение тополя (укр. Водіння тополі, Водить тополю) — обходной обряд, исполнявшийся на Троицкие праздники на Левобережной Украине (в Харьковской и Полтавской губерниях).

## Описание
Сохранились описания украинского обычая середины XIX века «Водить Тополю» (на украинском тополь женского рода — то́поля). Девушки выбирали самую статную из своих подруг, привязывали ей поднятые вверх руки к палке, обильно украшали венками, бусами, лентами, красочными платками и водили по селу и полям, где колосилось жито. Встретив людей, «тополя» низко кланялась им. Встретить её по пути считалось к счастью.
Водя «тополю» по селу от дома к дому, девушки «предъявляли» её хозяевам. Когда процессия заходила на двор, «тополя» низко кланялась хозяевами и исполнялась особая песня с припевом:
Стояла тополя край чистого поля;

Стій, тополонько! Не развивайсь,

Буйному вітроньку не піддавайсь!
«Тополя» желала приплода скота и хорошего урожая. Причём её пожелания считались пророческими. Хозяева угощали девушек, а «тополе» давали подарки или деньги «на ленты».
На Полтавщине в некоторых сёлах тополя водили в понедельник (Духов день).
В украинской народной поэзии тополя является символом красоты и статности девушки. Аналоги: у русских — «Гостейка», у белорусов — «Вождение куста».